# Colonia Kilómetro 88
Colonia Kilómetro 88 är en ort i Mexiko.   Den ligger i kommunen Atlatlahucan och delstaten Morelos, i den sydöstra delen av landet, 60 km söder om huvudstaden Mexico City. Colonia Kilómetro 88 ligger 1 624 meter över havet och antalet invånare är 654.
Terrängen runt Colonia Kilómetro 88 är huvudsakligen kuperad, men åt sydväst är den platt. Runt Colonia Kilómetro 88 är det tätbefolkat, med 613 invånare per kvadratkilometer. Närmaste större samhälle är Cuautla Morelos, 13,9 km söder om Colonia Kilómetro 88. Omgivningarna runt Colonia Kilómetro 88 är en mosaik av jordbruksmark och naturlig växtlighet.